# Kip Carpenter
Kip Carpenter (ur. 30 kwietnia 1979 w Kalamazoo) – amerykański łyżwiarz szybki, brązowy medalista olimpijski.
Specjalizuje się w dystansach sprinterskich. Największy sukces w karierze odniósł na igrzyskach olimpijskich w Salt Lake City w 2002 roku, sięgając po brązowy medal na 500 m. W zawodach tych wyprzedzili go jedynie jego rodak Casey FitzRandolph oraz Japończyk Hiroyasu Shimizu. na tych samych igrzyskach zajął czwarte miejsce na dwukrotnie dłuższym dystansie, gdzie w walce o brąz lepszy okazał się inny reprezentant USA Joey Cheek. Nigdy nie zdobył medalu na mistrzostwach świata, jego najlepszym wynikiem było zajęcie piątego miejsca na mistrzostwach świata w wieloboju sprinterskim w Nagano w 2004 roku oraz szóstego na dystansie 1000 m podczas rozgrywanych w tym samym roku mistrzostw świata na dystansach w Seulu.